# Pertya
Pertya Sch.Bip. é um género de plantas com flor pertencente à família Asteraceae. O género inclui a espécie Pertya scandens (a espécie-tipo) e pelo menos 23 outras espécies validamente descritas. O nome genérico é uma homenagem ao naturalista alemão Maximilian Perty.

## Descrição
O género foi descrito por Carl Heinrich Schultz Bipontinus e publicado em Bonplandia 10(7–8): 109–111, f. 1. 1862. A espécie tipo é Erigeron scandens Thunb. ex Murray (actualmente Pertya scandens (Thunb. ex Thunb.) Sch.Bip.).	

## Espécies
As seguintes espécies do género Pertya são consideradsas como validamente descritas (agosto de 2012), ordenadas alfabeticamente:
- Pertya angustifolia Y.Q.Tseng
- Pertya berberidoides (Hand.-Mazz.) Y.Q.Tseng
- Pertya bodinieri Vaniot
- Pertya cordifolia Mattf.
- Pertya corymbosa Y.Q.Tseng
- Pertya discolor Rehder
- Pertya glabrescens Sch.Bip.
- Pertya henanensis Y.Q.Tseng
- Pertya hybrida Makino
- Pertya monocephala W.W.Sm.
- Pertya phylicoides Jeffrey
- Pertya pubescens Ling
- Pertya pungens Y.Q.Tseng
- Pertya rigidula (Miq.) Makino
- Pertya robusta (Maxim.) Beauverd
- Pertya scandens (Thunb. ex Thunb.) Sch.Bip.
- Pertya simozawai Masam.
- Pertya sinensis Oliv.
- Pertya suzukii Kitam.
- Pertya triloba (Makino) Matsum.
- Pertya tsoongiana Ling
- Pertya uniflora (Maxim.) Mattf.
- Pertya yakushimensis H.Koyama & Nagam.